# 怀卢库
怀卢库（Wailuku）位于美国夏威夷州毛伊岛中部，是毛伊县的县治所在，面积14.1平方公里。根据美国2000年人口普查，共有12,296人，其中亚裔美国人占42.08%、白人占8.16%。
20°53′30″N 156°30′07″W / 20.8917°N 156.5019°W